# Gustav Tönnies
Gustav Johann Ludvik  Tönnies , slovenski industrialec švedskega rodu,* 16. januar 1814, Stralsund, Švedska Pomorjanska, † 12. november 1886, Ljubljana, Avstro-Ogrska.
Gradbeno podjetje, ki ga je zasnoval in so ga nadaljevali njegovi sinovi, je gradilo pomembne objekte v Ljubljani in Trstu.